# Mando Diao
Mando Diao (Ма́ндо Диа́о) — шведская рок-группа, основанная в 1999 году в Бурленге.

## История
В середине 1990-х Бьорн Диксгорд и первый клавишник Mando Diao Даниэль Хаглунд основывали свою первую группу, которая называлась Butler, а в 1999 году была переименована в Mando Diao. Название группы, по словам самих музыкантов, не имеет определённого смысла — по словам Диксгорда, ему однажды приснился странный человек, который бежал ему навстречу и кричал «Мандо Диао». В 1996 к группе присоединился Густав Норен (вокал, гитара), а в 1999-м — Карл-Юхан Фогельклу (бас-гитара) и Самюэль Йирс (барабаны), тем самым образовав классический состав Mando Diao.
В первые годы после своего основания группа играла в многочисленных клубах по всей Швеции, заполучив первых поклонников. В 2001 году земляк Mando Diao модератор MTV-Швеция Томми Гэрд услышал их музыку и предложил группе контракт с фирмой EMI.
Дебютный альбом Bring 'Em In, вышедший в сентябре 2002 года, получил хорошую критику, а ставшая титульной песней на одноимённом сингле Sheepdog — национальным хитом. Своеобразные гитарные рифы и мелодии в стиле 1960-х и 1970-х годов понравились многим фанатам группы, а хорошо поставленные голоса обоих фронтменов были оценены даже самыми строгими специалистами.
Даниэль Хаглунд покинул группу в 2003-м из-за некоторых разногласий.
После коммерческого успеха Mando Diao вместе с другими местными группами, например The Hellacopters или Kent гастролировали по Швеции и скандинавскому зарубежью. В 2003 году группа перешла на другой уровень — международный. Благодаря песне Lady, которая была выбрана компанией мобильной связи E-Plus в качестве саундтрека для своей рекламы, Mando Diao получили известность во многих странах Европы. В марте 2004 года альбом Bring 'Em In поступил в продажу не только на родине музыкантов, но и в других европейских странах.
В течение года группа все больше приобретала популярность в Европе. Изданный ранее в Швеции альбом Hurricane Bar вышел в январе 2005 года в Германии и быстро стал подниматься со строчки на строчку в хит-парадах. Развивая успех, Mando Diao в конце 2004-го — в начале 2005 года сыграли многочисленные концерты по всему континенту. Кроме того, молодая группа была приглашена на известные рок-фестивали, такие, как Hurricane, Southside, Rock Am Ring, Rock im Park, MTV Campus Invasion и Sziget. 25 августа 2006 года в продажу поступил третий студийный альбом Ode To Ochrasy. Альбом понравился фанатам и критикам, кроме того, он был признан лучшим шведским альбомом всех времен.
Гитарист и вокалист Густав Норен является братом Виктора и Карла Норенов, основателей другой шведской рок-группы Sugarplum Fairy. В октябре 2009 года у Густава Норена и его жены Перниллы родился сын, которого назвали Йозефом.
В 2008 году, благодаря усилиям организации Stop The Silence, в лице Виталия Зимина и Дениса Чикина, группа отыграла концерт в Москве.
20 июня 2009 года коллектив сыграл песню "Dance With Somebody" перед боксёрским поединком Кличко-Чагаев, изменив некоторые строчки в тексте — чтобы более соответствовать случаю, песня получила название "Fight With Somebody". Выступление группы объявил сам Майкл Баффер.
После окончания работы над Above And Beyond - MTV unplugged в начале 2011-го барабанщик Самюэль Йирс покинул группу из-за разногласий. А с сентября 2011-го в состав Mando Diao вернулся Даниэль Хаглунд (гитара, клавишные), а также присоединился новый барабанщик Патрик Хейкинпиети.
В 2011 Густаф Норен и Бьорн Диксгорд приступили к работе над шведскоязычным альбомом, основанного на лирике шведского поэта Густафа Фродинга. В результате Infruset — первый альбом Mando Diao на шведском языке сделал Mando Diao еще популярнее у себя на родине, а также получил высокую оценку по всей Европе.
Релиз нового, седьмого по счету альбома Ælita состоялся в апреле 2014-го. Сингл «Black Saturday» вышел ранее в Швеции в январе того же года. Альбом контрастно выделяется на фоне ранних записей группы и сделан в духе электро-попа. 
16 октября 2014 года состоялся релиз песни Love Last Forever — официальной песни Чемпионата Мира по лыжным видам спорта 2015, который проходил в феврале 2015 года в Фалуне (Швеция). Mando Diao выступили на церемонии открытия Чемпионата, а также дали концерт 23 февраля 2015 в Фалуне.
В ноябре 2014 было официально объявлено об уходе Матса Бьорке из группы.
3 июня 2015 года на официальном аккаунте группы в Instagram и Facebook появилось сообщение, что Mando Diao и Густав Норен отныне идут разными путями. Его место в составе занял гитарист Йенс Сиверстедт
12 мая 2017 года группа выпустила первый альбом в обновлённом составе — Good Times .
5 июня 2019 года группа выступила в Москве в рамках Дня Швеции.
18 октября 2019 года вышел новый альбом группы — BANG

### Текущий состав
- Бьорн Диксгорд — вокал, гитара, акустическая гитара, перкуссия, музыка, слова (1999—наши дни)
- Карл-Юхан Фогельклу — бас-гитара, электроконтрабас, клавишные, бэк-вокал (1999—наши дни)
- Даниэль Хаглунд — клавишные, клавитара, гитара, акустическая гитара, перкуссия, бэк-вокал (1999-2003, 2011—наши дни)
- Патрик Хейкинпиети — барабаны, перкуссия (2011—наши дни), бэк-вокал (2017-наши дни)
- Йенс Сиверстедт — гитара, акустическая гитара, бэк-вокал (2015—наши дни)

### Бывшие участники
- Самюэль Йирс — барабаны, перкуссия (1999—2011), приглашённый участник концерта (2016)
- Матс Бьорке — клавишные, перкуссия, бэк-вокал (2003—2014), приглашённый участник концерта (2016)  Архивная копия от 2 января 2015 на Wayback Machine
- Густав Норен — вокал, гитара, акустическая гитара, клавишные, музыка, слова (1999—2015)

## Дискография

### Номерные альбомы
- 2002: Bring ’Em In
- 2004: Hurricane Bar
- 2006: Ode To Ochrasy
- 2007: Never Seen the Light of Day
- 2009: Give Me Fire
- 2012: Infruset
- 2014: Ælita
- 2017: Good Times
- 2019: BANG
- 2020: I Solnedgången
- 2023: Boblikov's Magical World

### EP
- 2002: Motown Blood
- 2003: Sheepdog
- 2004: Paralyzed
- 2004: God Knows
- 2009: Mean Street
- 2018: Good Times (Remixes)
- 2020: Musiken från På Spåret
- 2022: Stop The Train Vol 1
- 2022: Primal Call Vol 2
- 2023: Rabadam Ching Vol 3

### Live
- 2005: Hurricane Bar - Southside Festival, Tuttlingen
- 2009: Give Me Fire Tour - Munich
- 2010: Above And Beyond - MTV Unplugged

### Компиляции и раритеты
- 2007: The Malevolence of Mando Diao 2002-2007 (сборник B-сайдов, Live-записей и ремиксов)
- 2012: Ghosts&Phantoms (Эксклюзивное издание ранее непубликуемых песен и раритетов на виниле)
- 2012: Greatest Hits Volume One (Сборник лучших песен)
- 2014: The Triple Album Collection (Бокс-сет трёх первых альбомов)

### Синглы
| Год  | Песня                                           | Альбом                                    |
| ---- | ----------------------------------------------- | ----------------------------------------- |
| 2002 | Mr. Moon                                        | Bring 'Em In                              |
| 2002 | The Band                                        | Bring 'Em In                              |
| 2003 | Sheepdog                                        | Bring 'Em In                              |
| 2004 | Clean Town                                      | Hurricane Bar                             |
| 2004 | God Knows                                       | Hurricane Bar                             |
| 2004 | Paralyzed (UK)                                  | Bring 'Em In                              |
| 2004 | Down In The Past                                | Hurricane Bar                             |
| 2005 | You Can’t Steal My Love (UK)                    | Hurricane Bar                             |
| 2005 | God Knows (UK)                                  | Hurricane Bar                             |
| 2005 | You Can't Steal My Love                         | Hurricane Bar                             |
| 2006 | Long Before Rock 'N' Roll                       | Ode To Ochrasy                            |
| 2006 | Good Morning, Herr Horst                        | Ode To Ochrasy                            |
| 2006 | TV & Me                                         | Ode To Ochrasy                            |
| 2006 | Ochrasy                                         | Ode To Ochrasy                            |
| 2007 | The Wildfire (If It Was True)                   | Ode To Ochrasy                            |
| 2007 | If I Don’t Live Today, I Might Be Here Tomorrow | Never Seen the Light of Day               |
| 2007 | Never Seen the Light of Day                     | Never Seen the Light of Day               |
| 2007 | Train On Fire                                   | Never Seen the Light of Day               |
| 2009 | Dance With Somebody                             | Give Me Fire                              |
| 2009 | Gloria                                          | Give Me Fire                              |
| 2009 | The Quarry                                      | The Malevolence of Mando Diao             |
| 2009 | Nothing Without You                             | Give Me Fire (Special Ltd.Winter Edition) |
| 2010 | Down In The Past (MTV unplugged)                | Above and Beyond – MTV Unplugged          |
| 2011 | Christmas Could Have Been Good                  | Greatest Hits Volume One                  |
| 2012 | Strövtåg i hembygden                            | Infruset                                  |
| 2012 | I ungdomen                                      | Infruset                                  |
| 2012 | En sångarsaga                                   | Infruset                                  |
| 2014 | Black Saturday                                  | Ælita                                     |
| 2014 | Sweet Wet Dreams                                | Ælita                                     |
| 2014 | If I Don't Have You (Live)                      | Вне альбома                               |
| 2015 | Leave No Trace Behind                           | Вне альбома                               |
| 2015 | Love Last Forever (Feat. Maxida Märak)          | Вне альбома                               |
| 2017 | Shake                                           | Good Times                                |
| 2019 | One Last Fire                                   | BANG                                      |
| 2019 | Long Long Way                                   | BANG                                      |
| 2020 | Själens Skrubbsår                               | I Solnedgången                            |
| 2020 | Vi Lever Nu                                     | I Solnedgången                            |

### DVD
- 2006: Down In The Past
- 2010: Above and Beyond - MTV Unplugged

## Видеография
| Year | Title                                             | Director                                          | Album                                     |
| ---- | ------------------------------------------------- | ------------------------------------------------- | ----------------------------------------- |
| 2002 | «Mr. Moon»                                        | Magnus Härdner (Produced by Christoffer Sahlgren) | Bring 'Em In                              |
| 2002 | «The Band»                                        | Håkan Schüler                                     | Bring 'Em In                              |
| 2003 | «Sheepdog»                                        | Pontus Andersson                                  | Bring 'Em In                              |
| 2003 | «Paralyzed»                                       | Håkan Schüler                                     | Bring 'Em In                              |
| 2004 | «Clean Town»                                      | Amir Chamdin                                      | Hurricane Bar                             |
| 2004 | «God Knows»                                       | Johan Torell & John Nordqvist                     | Hurricane Bar                             |
| 2004 | «Down in the Past»                                | Kristoffer Diös                                   | Hurricane Bar                             |
| 2005 | «You Can’t Steal My Love»                         | Mauricio Molinari                                 | Hurricane Bar                             |
| 2006 | «Long Before Rock 'N' Roll»                       | Daniel Eskils                                     | Ode to Ochrasy                            |
| 2006 | «Good Morning, Herr Horst»                        | Lovisa Inserra                                    | Ode to Ochrasy                            |
| 2006 | «TV & Me»                                         | Kalle Haglund                                     | Ode to Ochrasy                            |
| 2007 | «The Wildfire (If It Was True)»                   | Gilly Barnes                                      | Ode to Ochrasy                            |
| 2007 | «Ochrasy»                                         | Lovisa Inserra                                    | Ode to Ochrasy                            |
| 2007 | «If I Don’t Live Today, I Might Be Here Tomorrow» | Andreas Nilsson                                   | Never Seen the Light of Day               |
| 2007 | «Never Seen the Light of Day»                     | Marcus Engstrand                                  | Never Seen the Light of Day               |
| 2008 | «Train On Fire»                                   | Björn Fävremark & John Boisen/Stark               | Never Seen the Light of Day               |
| 2008 | «Dance With Somebody»                             | Matt Wignall & Vern Moen                          | Give Me Fire                              |
| 2009 | «Gloria»                                          | Jörn Heitmann                                     | Give Me Fire                              |
| 2009 | «Mean Street»                                     | Matt Wignall                                      | Give Me Fire                              |
| 2010 | "Nothing Without You"                             | Matt Wignall                                      | Give Me Fire (Special Ltd.Winter Edition) |
| 2010 | "Down In The Past (MTV unplugged)"                | Matt Wignall                                      | MTV unplugged - Above And Beyond          |
| 2013 | "Säv, säv, susa"                                  |                                                   | Infruset                                  |
| 2014 | "Black Saturday"                                  | Tim Emrem                                         | Aelita                                    |
| 2014 | "Sweet Wet Dreams"                                | Tim Emrem                                         | Aelita                                    |
| 2014 | "Money Doesn't Make You A Man"                    | Tim Emrem                                         | Aelita                                    |
| 2017 | "Shake"                                           |                                                   | Good Times                                |
| 2017 | "All the Things"                                  |                                                   | Good Times                                |
| 2017 | "Good Times"                                      |                                                   | Good Times                                |
| 2019 | "One Last Fire"                                   | Andreas Öhman                                     | BANG                                      |
| 2019 | "Long Long Way"                                   | Andreas Öhman                                     | BANG                                      |
| 2019 | "Don't Tell Me"                                   | Gustav Hugo Olsson                                | BANG                                      |
| 2022 | "Stop the Train"                                  | Daniel "Hagge" Haglund                            | Stop The Train Vol. 1                     |
| 2022 | "Primal Call"                                     | Daniel "Hagge" Haglund                            | Primal Call Vol. 2                        |